# Liste der Biografien/Garn
Liste der Biografien |
Portal Biografien |
Personensuche
# |
A |
B |
C |
D |
E |
F |
G |
H |
I |
J |
K |
L |
M |
N |
O |
P |
Q |
R |
S |
T |
U |
V |
W |
X |
Y |
Z |
?
 
Ga |
Gb |
Gc |
Gd |
Ge |
Gf |
Gh |
Gi |
Gj |
Gk |
Gl |
Gm |
Gn |
Go |
Gp |
Gq |
Gr |
Gs |
Gu |
Gv |
Gw |
Gy |
Gz
 
Gaa |
Gab |
Gac |
Gad |
Gae |
Gaf |
Gag |
Gah |
Gai |
Gaj |
Gak |
Gal |
Gam |
Gan |
Gao |
Gap |
Gaq |
Gar |
Gas |
Gat |
Gau |
Gav |
Gaw |
Gax |
Gay |
Gaz
 
Gara |
Garb |
Garc |
Gard |
Gare |
Garf |
Garg |
Garh |
Gari |
Gark |
Garl |
Garm |
Garn |
Garo |
Garp |
Garr |
Gars |
Gart |
Garu |
Garv |
Garw |
Gary |
Garz
Die Liste der Biografien führt alle Personen auf, die in der deutschsprachigen Wikipedia einen Artikel haben. Dieses ist eine Teilliste mit 153 Einträgen von Personen, deren Namen mit den Buchstaben „Garn“ beginnt.

## Garn
- Garn, Jake (* 1932), US-amerikanischer Politiker und Astronaut

### Garna
- Garnacho, Alejandro (* 2004), argentinisch-spanischer Fußballspieler
- Garnås, Agnes Buen (1946–2024), norwegische Folksängerin

### Garnb
- Garnbret, Janja (* 1999), slowenische SportkletterinJanja Garnbret (* 1999)

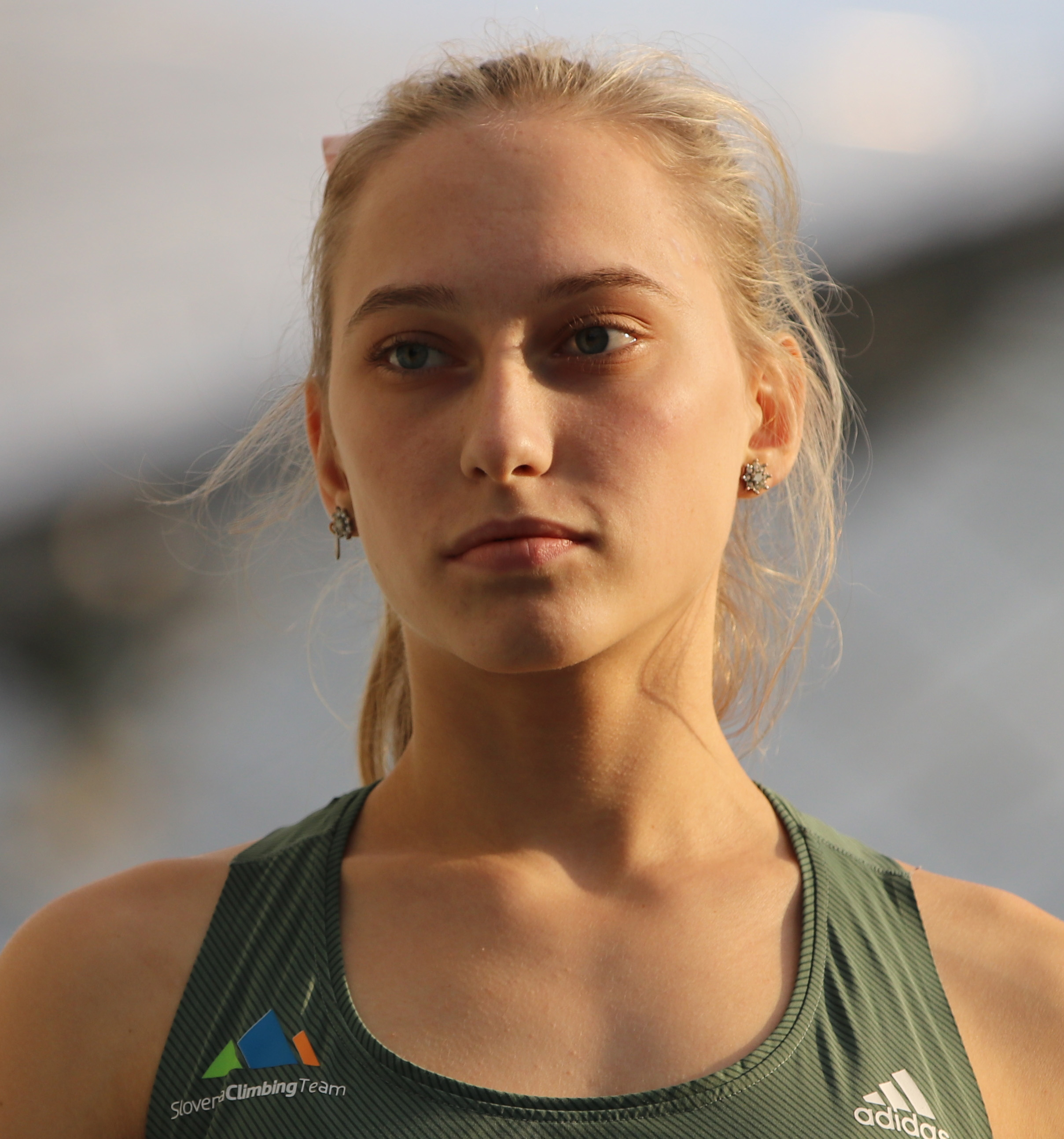
Janja Garnbret (* 1999)

### Garne
- Garneau, Alfred (1836–1904), kanadischer Lyriker und Rechtsanwalt
- Garneau, Chris (* 1982), US-amerikanischer Singer-Songwriter
- Garneau, François-Xavier (1809–1866), kanadischer Notar, Historiker und Lyriker
- Garneau, Hector de Saint-Denys (1912–1943), kanadischer Dichter und Essayist
- Garneau, Marc (1949–2025), kanadischer Astronaut
- Garneau, Michel (1939–2021), kanadischer Dichter und Dramatiker französischer Sprache
- Garnelienė, Laima (* 1954), litauische Richterin
- Garner, Alan (* 1934), englischer Fantasy-Schriftsteller
- Garner, Alfred Buckwalter (1873–1930), US-amerikanischer Politiker
- Garner, Alice (* 1969), australische Schauspielerin
- Garner, Arthur (* 1851), australischer Schauspieler und Theaterunternehmer englischer Herkunft
- Garner, Ben (* 1980), englischer Squashspieler
- Garner, Eric (1970–2014), US-amerikanisches Opfer eines Polizeieinsatzes
- Garner, Erroll (1921–1977), US-amerikanischer Jazzpianist
- Garner, Ettie (1869–1948), Gattin des US-Vizepräsidenten John Nance Garner
- Garner, Helen (* 1942), australische Schriftstellerin und Drehbuchautorin
- Garner, Hugh (1913–1979), kanadischer Schriftsteller
- Garner, Jack (1926–2011), US-amerikanischer Schauspieler und Sportler
- Garner, James (1928–2014), US-amerikanischer SchauspielerJames Garner (1928–2014)

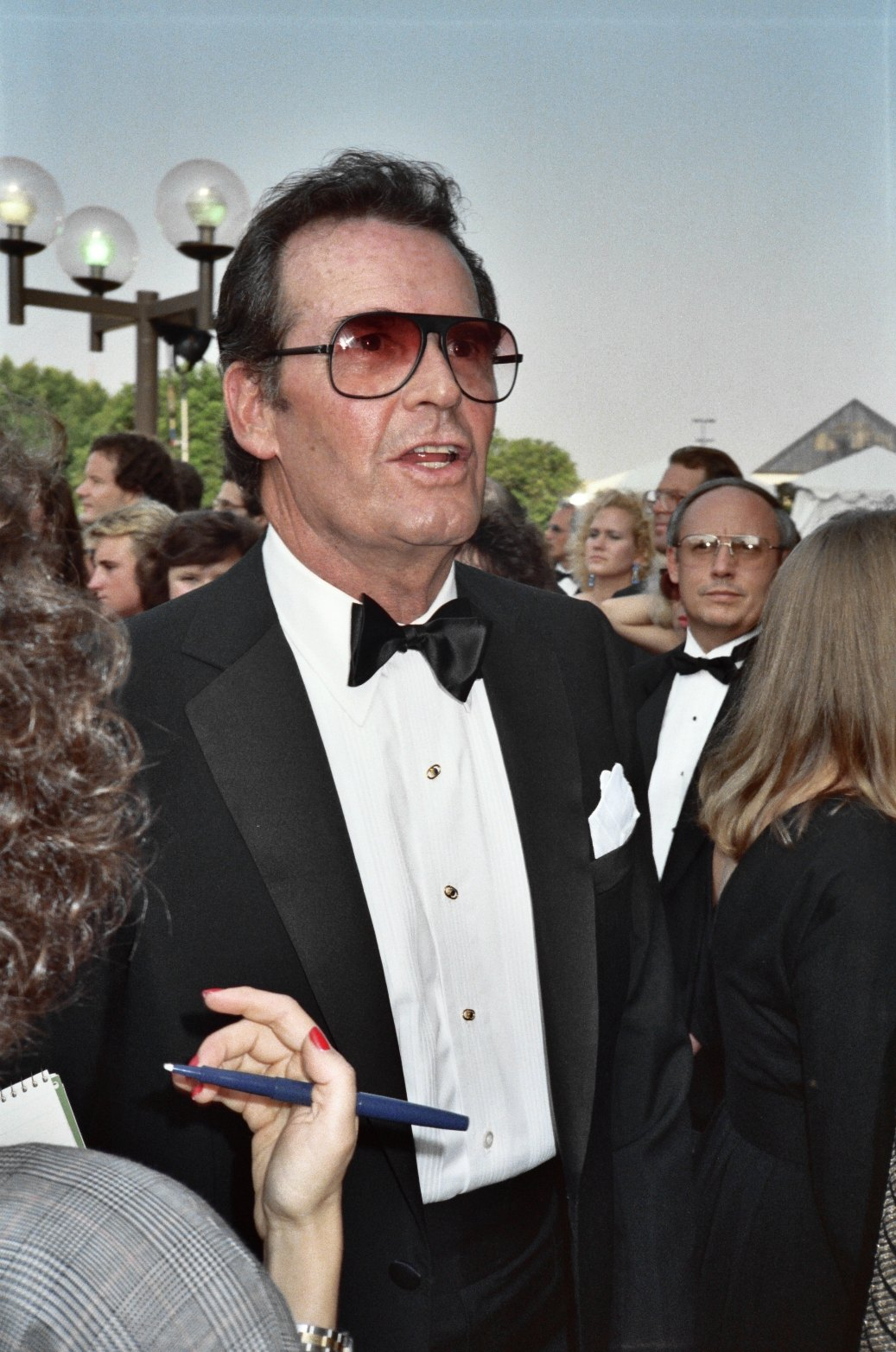
James Garner (1928–2014)

- Garner, James (* 2001), englischer Fußballspieler
- Garner, James Wilford (1871–1938), US-amerikanischer Historiker und Politikwissenschaftler
- Garner, Jan (* 1981), deutscher Boulespieler
- Garner, Jay (* 1938), US-amerikanischer Offizier und Regierungsbeamter, erster Zivilverwalter für den Irak
- Garner, Jennifer (* 1972), US-amerikanische Schauspielerin
- Garner, Joe (* 1988), englischer Fußballspieler
- Garner, John Donald (* 1931), britischer Diplomat
- Garner, John Nance (1868–1967), US-amerikanischer Politiker der Demokratischen Partei
- Garner, Joseph, Baron Garner (1908–1983), britischer Diplomat
- Garner, Julia (* 1994), US-amerikanische SchauspielerinJulia Garner (* 1994)

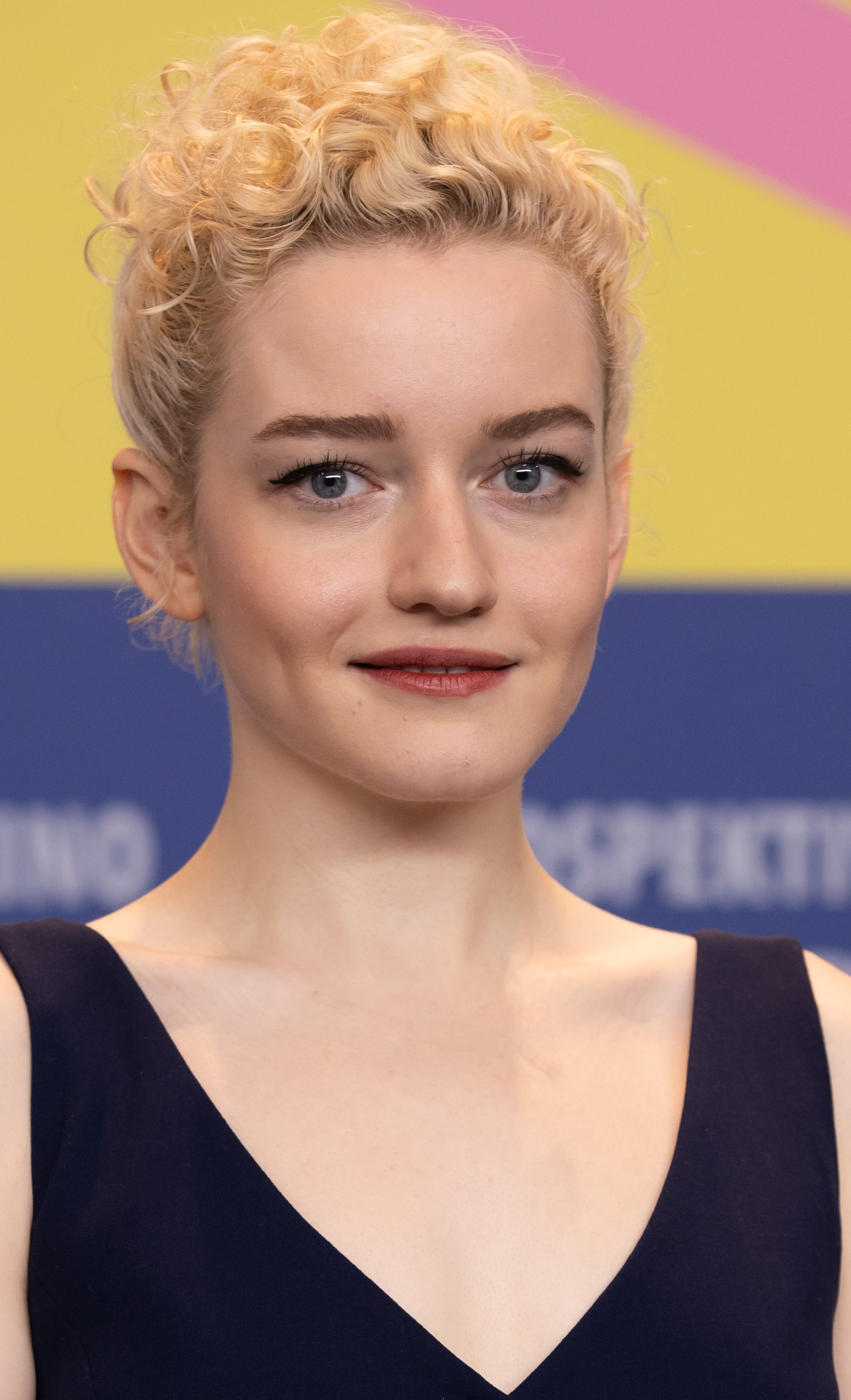
Julia Garner (* 1994)

- Garner, Kelli (* 1984), US-amerikanische Schauspielerin
- Garner, Larry (* 1952), US-amerikanischer Bluesmusiker
- Garner, Linton (1915–2003), US-amerikanischer Jazz-Pianist
- Garner, Marcellite (1910–1993), US-amerikanische Synchronsprecherin
- Garner, Margaret, US-amerikanische Sklavin
- Garner, Mary Texas Hurt (1928–1997), US-amerikanische Politikerin
- Garner, Peggy Ann (1932–1984), US-amerikanische Film- und Theaterschauspielerin und Fotomodell
- Garner, Richard Lynch (1848–1920), US-amerikanischer Affensprachenforscher
- Garner, Robert (* 1960), britischer Politologe, Hochschullehrer in Leicester
- Garner, Robert Francis (1920–2000), US-amerikanischer römisch-katholischer Geistlicher und Weihbischof in Newark
- Garner, Sarah (* 1971), US-amerikanische Ruderin
- Garner, Shay, Schauspielerin
- Garner, Tim (* 1970), englischer Squashspieler
- Garneray, Ambroise Louis (1783–1857), französischer Marinemaler und Kupferstecher
- Garneri, Giuseppe (1823–1905), italienischer Generalleutnant und Politiker
- Garnerin von Montgelas, Ludwig de (1814–1892), bayerischer Diplomat
- Garnerin, André-Jacques (1769–1823), Luftfahrtpionier, erster Fallschirmspringer
- Garnerin, Elise († 1853), Ballonfahrerin, Luftakrobatin und Fallschirmspringerin
- Garnero, Daniel (* 1969), argentinischer Fußballspieler
- Garnet, Henry (1555–1606), englischer Jesuit
- Garnet, Sarah (1831–1911), amerikanische Suffragette und Bürgerrechtlerin
- Garnett, Angelica (1918–2012), britische Schriftstellerin und Künstlerin
- Garnett, Bret (* 1967), US-amerikanischer Tennisspieler
- Garnett, Carlos (1938–2023), US-amerikanischer Jazzsaxophonist
- Garnett, Constance (1861–1946), britische Übersetzerin russischer Literatur
- Garnett, David (1892–1981), britischer Schriftsteller, Verleger und Mitglied der Bloomsbury GroupDavid Garnett (1892–1981)

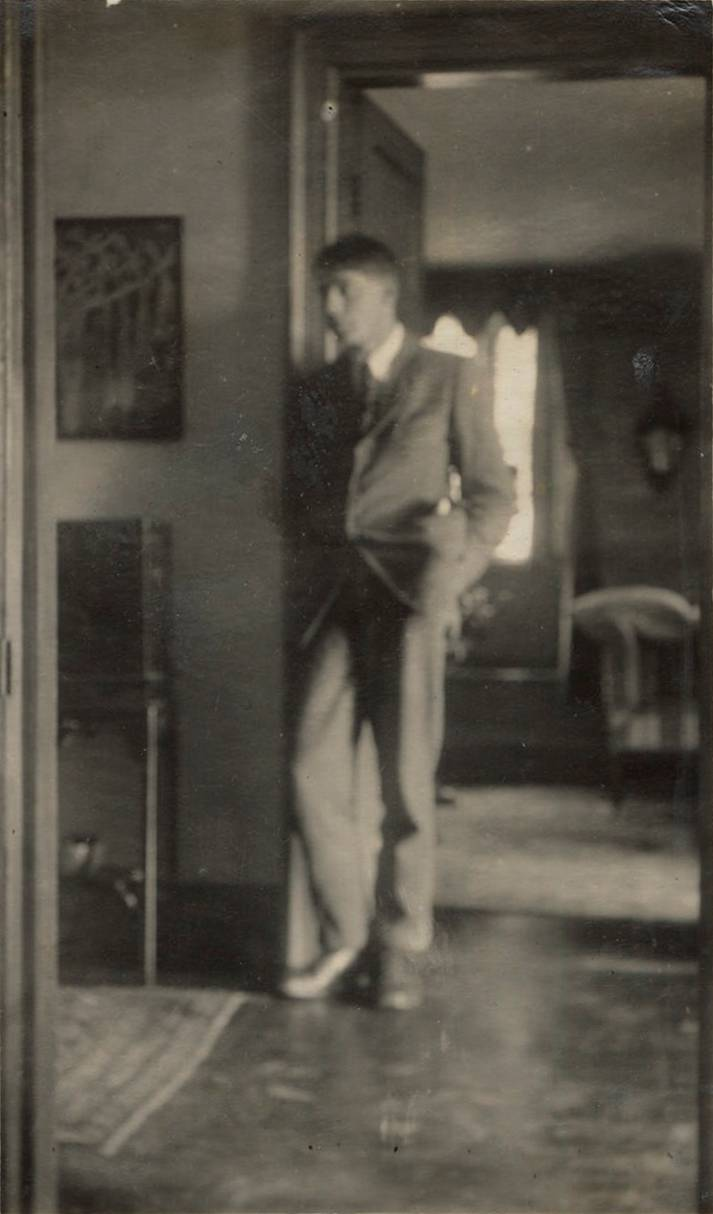
David Garnett (1892–1981)

- Garnett, David S. (* 1947), britischer Science-Fiction-Autor und -Herausgeber
- Garnett, Edward (1868–1937), englischer Schriftsteller, Kritiker und Verlagslektor
- Garnett, Eve (1900–1991), englisch-britische Kinderbuchautorin und Buchillustratorin
- Garnett, Gale (* 1942), US-amerikanische Popmusiksängerin, Schauspielerin und Autorin
- Garnett, Ian (* 1944), britischer Admiral
- Garnett, James Clerk Maxwell (1880–1958), englischer Pädagoge, Rechtsanwalt, Friedensaktivist und Physiker
- Garnett, James M. (1770–1843), US-amerikanischer Politiker
- Garnett, James Mercer (1840–1916), US-amerikanischer Anglist
- Garnett, John (* 1940), US-amerikanischer Mathematiker
- Garnett, Kevin (* 1976), US-amerikanischer BasketballspielerKevin Garnett (* 1976)

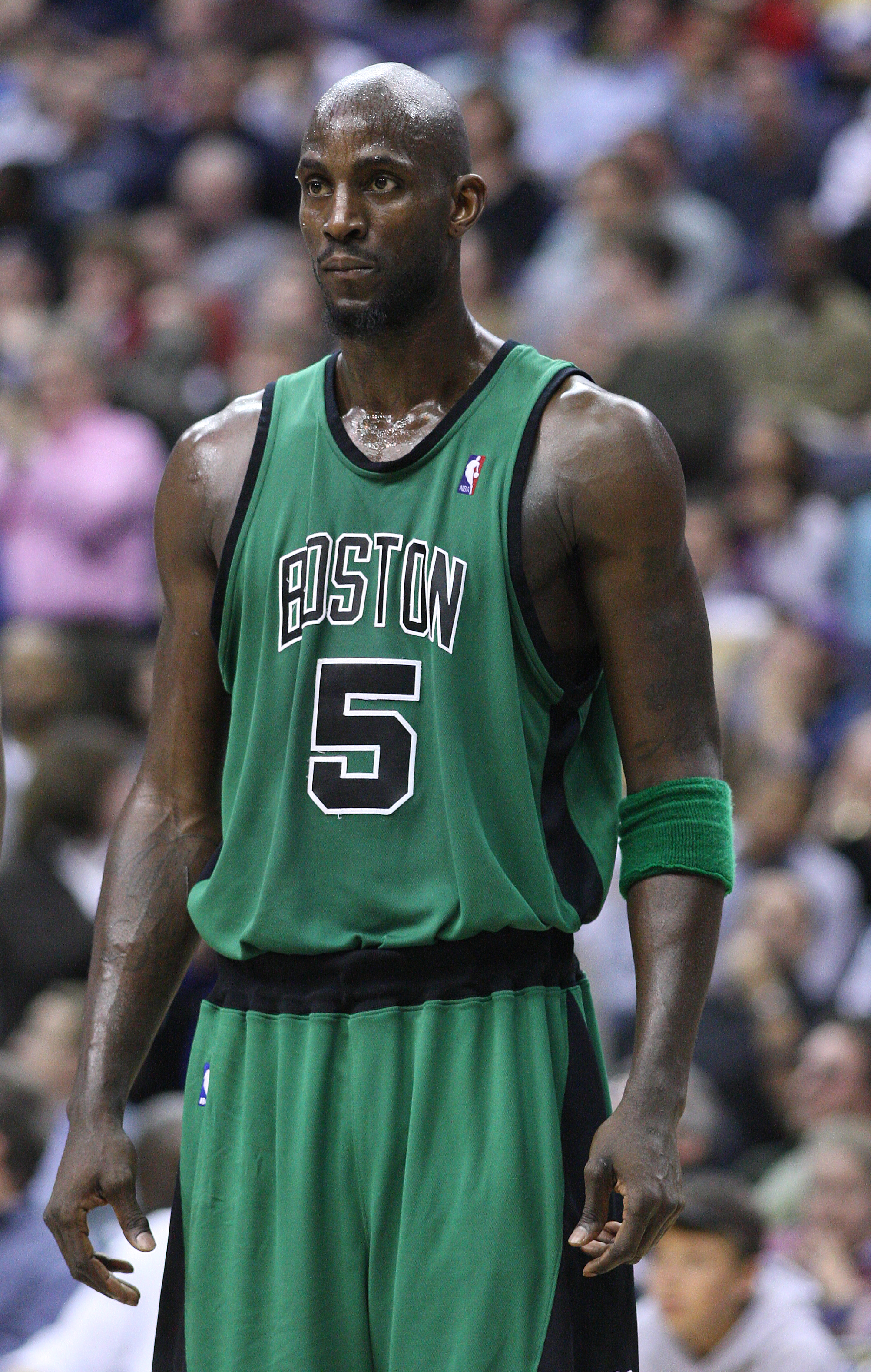
Kevin Garnett (* 1976)

- Garnett, Michael (* 1982), kanadischer Eishockeytorwart
- Garnett, Muscoe Russell Hunter (1821–1864), US-amerikanischer Politiker
- Garnett, Richard (1835–1906), englischer Bibliothekar, Dichter und Schriftsteller
- Garnett, Richard Brooke (1817–1863), Offizier der US-Armee und General der Konföderierten im Amerikanischen Bürgerkrieg
- Garnett, Robert S. (1789–1840), US-amerikanischer Politiker
- Garnett, Robert Selden (1819–1861), US-amerikanischer Offizier der US-Armee, General der Konföderierten im Bürgerkrieg
- Garnett, Shawn Mokuahi (* 1982), US-amerikanischer Musiker, Hörfunkmoderator und Schauspieler
- Garnett, Tay (1894–1977), US-amerikanischer Regisseur, Drehbuchautor und Filmproduzent
- Garnett, Theresa (1888–1966), englisch-britische Suffragette
- Garnett, Tony (1936–2020), britischer Film- und Fernsehproduzent
- Garnett, William (1850–1932), englischer Pädagoge und Physiker
- Garnett, Willie (1936–2021), britischer Blues- und Jazzmusiker (Saxophon)

### Garni
- Garni, Mohamad al (* 1992), katarischer Mittelstreckenläufer marokkanischer Herkunft
- Garnich, Hugo (1874–1926), deutscher Bauingenieur, preußischer Baubeamter und Politiker (DVP), MdL
- Garnich, Lotte (1881–1939), deutsche Politikerin (DVP), MdL
- Garnier de Laboissière, Pierre (1755–1809), französischer General und Senator
- Garnier de Naplouse († 1192), Großmeister des Johanniterordens
- Garnier de Traînel († 1205), Bischof von Troyes und Kreuzfahrer
- Garnier l’Aleman, Bailli des Königreichs Jerusalem
- Garnier, Adèle (1838–1924), französische Benediktinerin, Ordensgründerin, Klostergründerin und Mystikerin
- Garnier, Carolin (* 1999), deutsche SchauspielerinCarolin Garnier (* 1999)

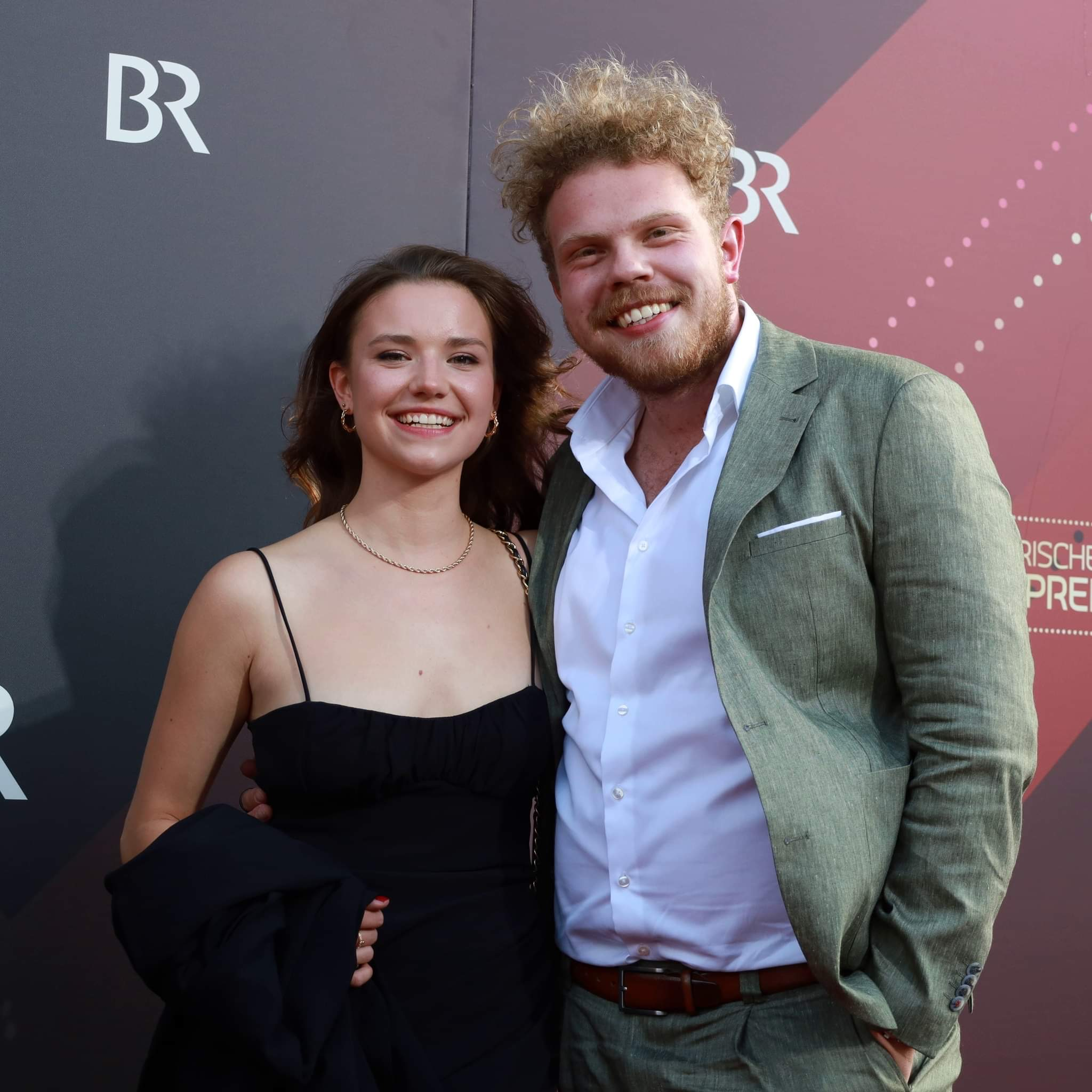
Carolin Garnier (* 1999)

- Garnier, Charles (1605–1649), jesuitischer Priester und Missionar in Neufrankreich
- Garnier, Charles (1825–1898), französischer ArchitektCharles Garnier (1825–1898)

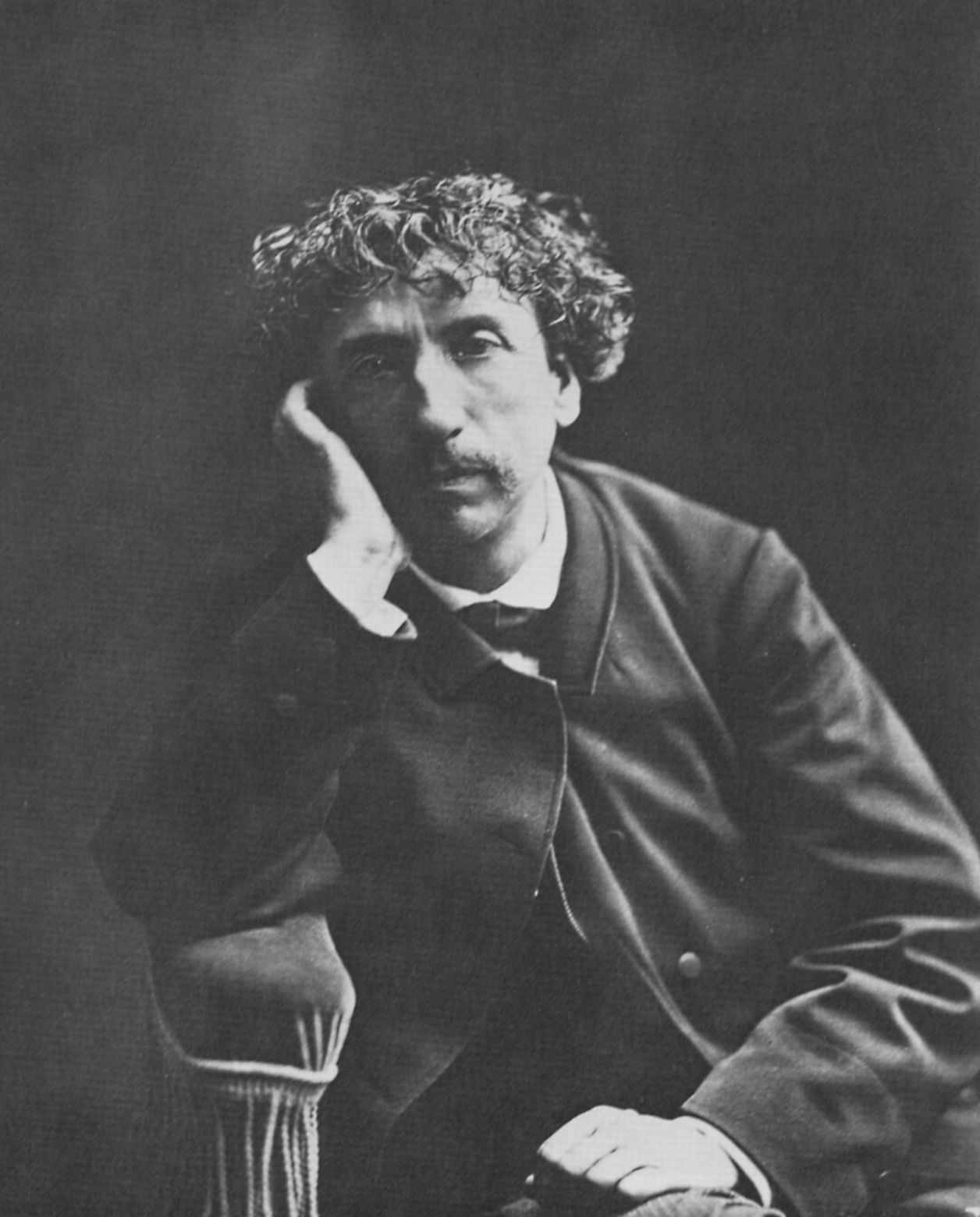
Charles Garnier (1825–1898)

- Garnier, Christian (1872–1898), französischer Geograph
- Garnier, Claudia (* 1970), deutsche Historikerin
- Garnier, Eberhard von (1881–1939), deutscher Vermögensverwalter, Bankmanager und Verbandsfunktionär
- Garnier, Edward (* 1952), britischer Politiker (Conservative Party), Mitglied des House of Commons
- Garnier, Francis (1839–1873), französischer Marineoffizier und Forschungsreisender
- Garnier, François (1944–2018), französischer Geistlicher, römisch-katholischer Erzbischof von Cambrai
- Garnier, Franz Xaver von (1842–1916), preußischer Generalleutnant
- Garnier, Friedrich-Ernst von (1935–2023), deutscher Grafiker und Industrie-Designer
- Garnier, Georges (1878–1936), französischer Fußballspieler
- Garnier, Henri (1908–2003), belgischer Radsportler
- Garnier, Hubertus von (1874–1952), deutscher Großgrundbesitzer und Politiker (DNVP), MdL
- Garnier, Jean († 1574), französischer evangelischer Theologe, Romanist und Grammatiker
- Garnier, Jean (1612–1681), französischer Jesuit
- Garnier, Jean-Jacques (1729–1805), französischer Historiker und Dichter
- Garnier, Jean-Luc (* 1957), französischer Koch
- Garnier, Jeanne (1811–1853), französische Wohltäterin
- Garnier, Joseph († 1779), französischer Komponist und Kapellmeister
- Garnier, Joseph Clément (1813–1881), französischer Nationalökonom
- Garnier, Joseph Heinrich (* 1802), deutscher Journalist und Publizist
- Garnier, Josselin (* 1971), französischer Mathematiker
- Garnier, Jules (1839–1904), französischer Ingenieur und Entdecker des Garnierit
- Garnier, Jules-Arsène (1847–1889), französischer Maler
- Garnier, Katja von (* 1966), deutsche RegisseurinKatja von Garnier (* 1966)

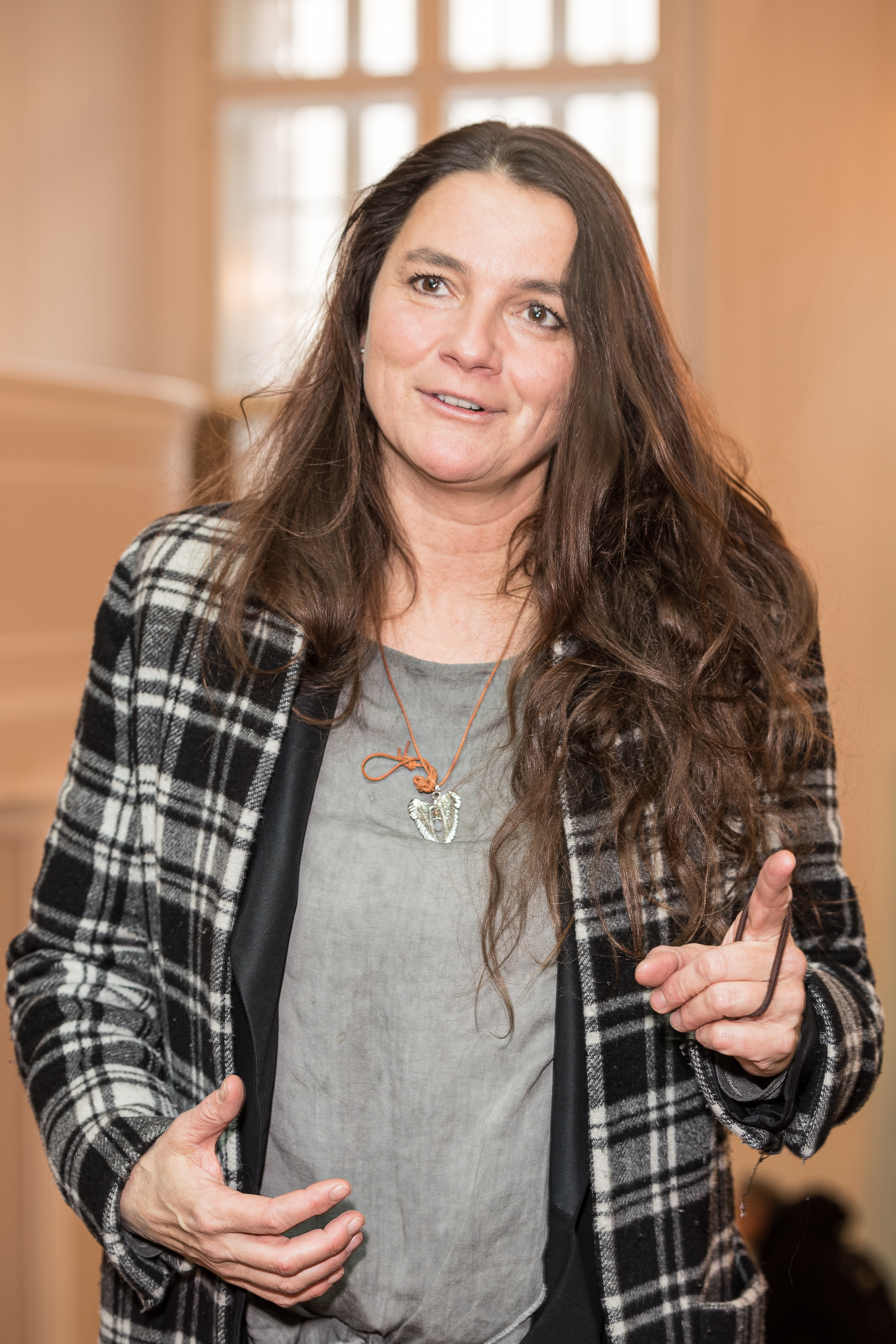
Katja von Garnier (* 1966)

- Garnier, Laurent (* 1966), französischer Technoproduzent und DJ
- Garnier, Leonardo, costa-ricanischer Hochschullehrer, Politiker und UN-Funktionär
- Garnier, Louis Frédéric (1809–1882), deutscher Lehrer
- Garnier, Marc (* 1947), französischer Orgelbaumeister
- Garnier, Marie (* 1962), Schweizer Politikerin (Grüne)
- Garnier, Maximilian von (1844–1888), deutscher Politiker
- Garnier, Maximilian von (* 1971), deutscher American-Football-Spieler und -Trainer
- Garnier, Michel (1753–1829), französischer Maler
- Garnier, Nicolás (* 1987), argentinischer Schauspieler, Songwriter und Sänger
- Garnier, Otto von (1830–1908), preußischer Generalleutnant
- Garnier, Otto von (1859–1947), preußischer General der Kavallerie im Ersten Weltkrieg
- Garnier, Pascal (1949–2010), französischer Schriftsteller
- Garnier, Pierre (* 2002), französischer SängerPierre Garnier (* 2002)

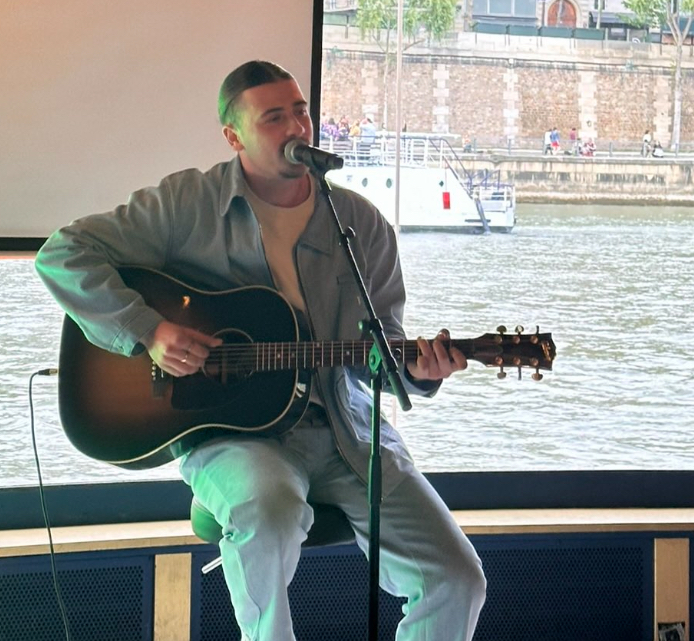
Pierre Garnier (* 2002)

- Garnier, Pierre Dominique (1756–1827), französischer General der Infanterie
- Garnier, René (1887–1984), französischer Mathematiker
- Garnier, Robert (1544–1590), französischer Dichter
- Garnier, Robert-Jules (1883–1958), französischer Filmarchitekt, ein Pionier der heimischen Kinematographie
- Garnier, Romain (* 1976), französischer Linguist, Indogermanist und Autor
- Garnier, Théodore (1850–1920), französischer Politiker und Priester
- Garnier, Tony (1869–1948), französischer Architekt und Städtebauer
- Garnier, Tony (* 1956), US-amerikanischer Musiker
- Garnier-Pagès, Étienne Joseph Louis (1801–1841), französischer Politiker
- Garnier-Pagès, Louis-Antoine (1803–1878), französischer Politiker
- Garniers, Jacquemijntje (1590–1651), niederländische Hebamme
- Garniez, Rachelle, Musikerin und Performancekünstlerin
- Garnir, Henri (1921–1985), belgischer Mathematiker
- Gârniță, Gheorghe (* 1950), rumänischer Biathlet und Biathlontrainer
- Gârniță, Răzvan (* 1987), rumänischer Biathlet
- Garnitschnig, Karl (* 1941), österreichischer Pädagoge, Psychotherapeut und Erziehungstheoretiker
- Garnitz, Karl-Heinz (* 1942), deutscher Schriftsteller

### Garno
- Garnot, Prosper (1794–1838), französischer Marinearzt und Naturforscher
- Garnow, Sergei Wladimirowitsch (* 1957), russischer Festkörperphysiker
- Garnowski, Alexander Dmitrijewitsch (1932–2010), russisch-sowjetischer Chemiker, Doktor der chemischen Wissenschaften, Professor

### Garnr
- Garnreiter, Armin (* 1958), deutscher Bogenschütze

### Garns
- Garns, Howard (1905–1989), US-amerikanischer Sudokuerfinder
- Garnsey, Daniel G. (1779–1851), US-amerikanischer Politiker
- Garnsey, Peter (* 1938), britischer Altertumswissenschaftler und emeritierter Professor der Cambridge University
- Garnsworthy, Charles, Baron Garnsworthy (1906–1974), britischer Politiker